# Phantom Caravan
Phantom Caravan é um filme estadunidense  de 1954 dirigido por Roy Rich com Don Ameche e Genine Graham nos papies principais. A produção, foi ao ar na CBS de Nova York em 29 de outubro de 1955.

## Elenco
- Don Ameche	...	Lawrence Evans
- Genine Graham	...	Rita Vallon
- Gaby Fehling	...	Marcy
- Willoughby Gray	...	Major Thornhill
- Harry Hertzsch	...	Kohler
- Hans Hinrich	...	Aumont
- Ruth Killer	...	Suzanne